# Le Cheval de Troie (Alix)
Le Cheval de Troie est le dix-neuvième album de la série Alix, écrite et dessinée par Jacques Martin. Il a été publié en 1988 aux Éditions Casterman.

## Synopsis
À Olympie, Alix célèbre en compagnie d'Enak et d'Heraklion sa victoire lors d'une course par une offrande à Zeus lorsqu'un pied de bouc est lancé depuis la foule, signe de malédiction qu'Alix décide de donner en offrande au dieu. La nuit suivante, un groupe d'individus pénètre dans le sanctuaire et y tue plusieurs personnes. Le lendemain, Alix et ses amis sont abordés par un dénommé Hélion et par le capitaine d'un navire qui doit les amener au général Horatius, censé les rejoindre mais retenu à Delphes par la maladie. 
Lors de leur voyage, une autre patte de bouc est retrouvée et lors d'une escale, Alix aperçoit un navire les suivant discrètement. Arrivés à Delphes, ils se rendent auprès de la pythie, qui leur tient des propos menaçants mais énigmatiques. Le soir, alors qu'on les prévient qu'Horatius est en fait à Épidaure, un homme armé d'une fourche est abattu par un frondeur au moment où il allait s'en prendre aux compagnons d'Alix. Sur la route d'Épidaure, ils sont agressés par le navire qui les suivait, mais réussissent à s'échapper jusqu'au diolkos traversant l'isthme de Corinthe et à parvenir rapidement de l'autre côté.
Arrivé au sanctuaire d'Asclépios, ils rejoignent enfin Horatius, accompagné de sa belle sœur Hermia et de la fille de celle-ci Daphné. Pendant la nuit, Alix et Enak sont abordés par des hommes qui les mènent à Adroclès, qui leur explique travailler pour Hermia, qui veut empêcher l'adoption d'Heraklion par Horatius, nommé gouverneur de la province de Pergame, et lui faire épouser sa fille afin de mettre la main sur la fortune amassée par la redécouverte d'or dans le fleuve Pactole. Elle s'est alliée pour ça aux hommes-chevaux, un groupe d'hommes costumés en cheval, descendants comme elle des anciens Troyens et cherchant vengeance sur les Grecs, en particulier en s'emparant du cheval de Troie, conservé à Priène, où réside le général. Alix et Enak, retenus prisonniers, parviennent à s'échapper mais lorsqu'ils conduisent sur place le lendemain Horatius et ses hommes, il n'y a plus trace des conspirateurs.
À Priène, en sortant des thermes, Heraklion est enlevé. Hermia conclut alors un accord avec le gouverneur : l'enfant sera libéré sain et sauf en échange du cheval de Troie et du mariage avec Daphné, qui deviendra la seule héritière de son époux. Mais lorsque la relique de la guerre de Troie est sortie du temple où elle était conservée, les habitants grecs de la ville provoquent une émeute, réprimée dans le sang par les soldats romains. Alix et Enak, en liaison avec des citoyens de Priène, se cachent dans le cheval, mais ne réussissent pas à empêcher qu'il soit incendié par les hommes-chevaux. Deux jours plus tard, le général Horatius, déshonoré et fou de rage, incendie le temple d'Héra, où a lieu le mariage, et périt avec tout ses occupants ; seuls Alix et ses deux compagnons parviennent à s'échapper du brasier. Ils repartent immédiatement pour Rome, alors que les soldats romains traquent les hommes-chevaux.

## Personnages
- Alix Graccus
- Enak
- Héraklion
- le général Horatius, gouverneur de l'ancien royaume de Pergame (la province d'Asie), pris de remords pour son rôle dans la destruction de la cité d'Héraklion (voir Le Dernier Spartiate), il veut adopter ce dernier.
- Hélion, envoyé d'Horatius.
- Hermia, veuve d'origine troyenne du frère d'Horatius, elle désire lui faire épouser sa fille Daphné afin de s'emparer de sa fortune et s'allie à cette fin aux hommes-chevaux.
- Adroclès, ennemi d'Alix, grec, mais allié aux Troyens. Il adopte l'apparence de son frère Arbacès.
- Sophorus, chef de la garde d'Honorius.